# Francisco Javier Lopez Peña
Pour les articles homonymes, voir Francisco López, López, Francisco Peña et Peña (homonymie).
Francisco Javier Lopez Peña, alias Thierry, Zulos, Bartolo, Pierre ou Marcel, né le 30 mai 1958 à Galdakao et mort à Paris 13e le 30 mars 2013, est un membre de l'organisation Euskadi ta Askatasuna (ETA), considéré comme le chef militaire de cette organisation jusqu'à son arrestation en 2008.

## Biographie
Il a été arrêté, le 21 mai 2008, dans un appartement du centre-ville de Bordeaux (Gironde) avec trois autres personnes, par la police française sur des informations de la garde civile. Le ministre de l'Intérieur espagnol, Alfredo Perez Rubalcaba déclare à cette occasion : « On a arrêté la personne avec le plus de poids politique et militaire au sein de la bande terroriste ». Pour lui, il s'agit du coup le plus dur porté à l'ETA depuis l'arrestation de Mikel Albizu Iriarte, alias Mikel Antza.
Membre très actif de l'ETA dans les années 1980, il avait été arrêté à l'époque par la police française pour une affaire de racket et incarcéré avant de réussir à s'enfuir vers Cuba et l'Amérique du Sud et était recherché depuis.
Il est considéré par la police espagnole comme le responsable de l'ETA qui décide de casser en 2007 la trêve entamée le 22 mars 2006. Le ministère de l'Intérieur l'indique aussi comme la personne qui a décidé de perpétrer l'attentat de la T 4 de Barajas, qui a tué deux citoyens équatoriens.
Francisco Javier López Peña a été, en outre, dans les deux réunions clef tenues entre le Gouvernement espagnol et l'ETA. Dans celle de décembre 2006, il a remplacé celui qui jusqu'alors était considéré comme le numéro un de l'organisation, José Antonio Urrutikoetxea, alias Josu Ternera. Dans celle de mai 2007 il était déjà le porte-parole principal de l'ETA.
Avant sa détention en mai 2008, il avait été seulement arrêté à une occasion en 1983. Après avoir accompli sa peine, il est passé à la clandestinité. En 1993 il s'est transformé en l'un des responsables de l'appareil de l'infrastructure d'ETA, chargé des zulos (littéralement trous en euskara). Quelque temps plus tard, la pression policière l'oblige à abandonner la France et à chercher refuge à Cuba et, à son retour d'Amérique du Sud, il s'incorpore à la direction de l'organisation, où il prend successivement les charges des groupes de réserve, responsable des stages et chef de la structure militaire de l'organisation.
En novembre 2008 on informe qu'ETA a décidé de le suspendre du militantisme et qu'il s'est retrouvé "dans l'attente d'une punition" par l'organisation. Selon cette version, l'appareil militaire de la bande, dirigé depuis sa chute par Mikel Garikoitz Azpiazu, alias Txeroki, le considérera responsable d'obstruction à la préparation d'attentats.
Il meurt à la suite d'un AVC dans des conditions de prise en charge médicale obscure à l'hôpital de la Salpêtrière le 30 mars 2013 à l'âge de 54 ans.

### Sources et bibliographie
- (es) Cet article est partiellement ou en totalité issu de l’article de Wikipédia en espagnol intitulé « Francisco Javier López Peña » (voir la liste des auteurs).
- Jean Chalvidant, ETA : L'enquête, éd. Cheminements, coll. « Part de Vérité », octobre 2003, 426 p. (ISBN 978-2-84478-229-8)
- Jacques Massey, ETA : Histoire secrète d'une guerre de cent ans, Paris, Flammarion, coll. « EnQuête », février 2010, 386 p. (ISBN 978-2-08-120845-2)